# Andy Jassy
Andy Jassy, né le 13 janvier 1968, est un entrepreneur et cadre d'entreprise américain. Il est directeur général (DG) d'Amazon, après avoir été le dirigeant d'AWS, le service de cloud computing à la demande d'Amazon.

## Biographie

### Amazon
Il rejoint Amazon en 1997 en tant que chargé du marketing, 3 ans après la création de l'entreprise. Ses fonctions évoluent vite vers un rôle de conseiller technique et chef du cabinet de Jeff Bezos. Ils fondent ensemble AWS en 2006 pour diversifier les activités du groupe dans le cloud computing à la demande. Andy Jassy prend la tête du service en 2016. Il est nommé en 2021 pour remplacer Jeff Bezos au poste de PDG d'Amazon,, poste qu'il occupe à partir du 5 juillet 2021.
Selon le cabinet Gartner, AWS détient 45 % du marché du Cloud, devant Microsoft (19 %) et Google (5 %). « Personne n'imaginait que nous réussirions cette transition avec un tel succès, nous non plus », lance-t-il modestement lors de l'annonce de résultats financiers. Aujourd'hui, cette entité pèse plus lourd que la vente en ligne. Elle représente 63 % du résultat net d'Amazon.

### Sport
Il est propriétaire minoritaire du Kraken de Seattle, équipe de hockey de Seattle évoluant en LNH.